# 明光宫
明光宫是中國西漢時期的宮殿，位於漢長安城北隅，明光宫与南面长乐宫之间有飞阁复道相连通。是汉武帝为容纳数千名宫女，于太初四年（公元前101年）建。汉平帝元始元年（公元1年)，罢明光宫。王莽时期，改称定安馆，为王莽长女定安太后的所居。